# Pseudohorus vermis
Pseudohorus vermis är en spindeldjursart som beskrevs av Volker Mahnert 1982. Pseudohorus vermis ingår i släktet Pseudohorus och familjen Olpiidae. Inga underarter finns listade i Catalogue of Life.